# 萧遥欣
萧遥欣（469年—499年），字重晖，南朝齐始安靖王萧凤第二子。
齐宣帝萧承之的兄长西平太守萧奉之无后，萧遥欣遂出继萧奉之为曾孙。萧遥欣早年曾出任秘书郎、太子舍人、巴陵王文学、中书郎。延兴元年（494年），萧鸾把持朝政，任命萧遥欣为持節、督兖州缘淮军事、寧朔將軍、兖州刺史。後為豫州刺史，以劉孝標為刑獄。
建武元年（494年），齐明帝萧鸾篡位，封萧遥欣为闻喜县公，进号西中郎将，改任使持节、都督荆、雍、益、梁、宁、南秦、北秦七州军事、右将军、荆州刺史，以褚球為主簿。不久改封为曲江县公。建武四年（497年），进号平西将军。
萧遥欣兄长始安王萧遥光图谋作乱，与萧遥欣呼应，萧遥光让萧遥欣火速发兵，正要发作，永元元年（499年），萧遥欣却因病去世，享年三十一岁，追赠侍中、司空，谥康公，用王礼下葬。

## 後代
- 子：蕭幾等十人。
- 後裔：萧审，唐朝亳州司馬，贈丹州刺史。
  - 萧强，太子司議郎兼侍御史。
    - 萧璧，大理評事，夫人義陽朱氏。
      - 萧行羣（792年－868年），字中逸，排行第八，右金吾引驾、游击将军、守左卫翊府中郎将、上柱国。夫人徐氏、賈氏、曹氏。
        - 萧弘宣，孟州巖邑府果毅。[5]
        - 萧弘愈（840年－867年），字中孚，朝請郎、試太常寺協律郎。
          - 萧滿（859年－？）[6]

      - 萧某
        - 萧遇，鄉貢進士。[5]

## 延伸阅读
[在维基数据编辑]
 《南史·卷41》，出自李延壽《南史》